# Японское экономическое чудо

Квартал Ниси-Синдзюку, район Синдзюку, Токио

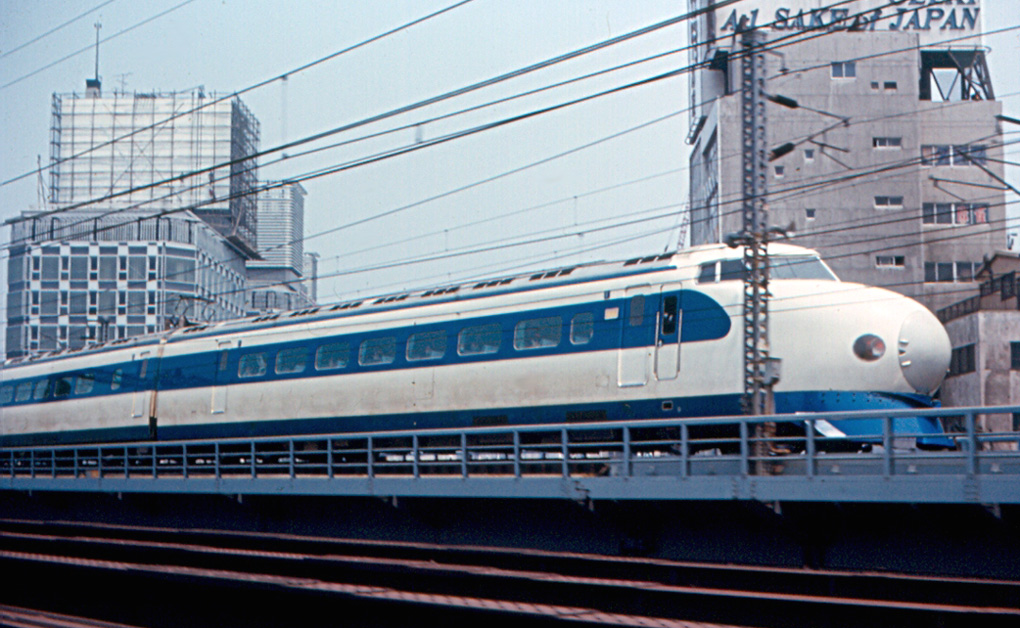
скоростной поезд Синкансэн 1967 год, как символ японского прогресса, начал работать в 1964 году

Япо́нское экономи́ческое чу́до (яп. 高度経済成長) — исторический феномен рекордного роста японской экономики, начавшийся с середины 1950-х и продолжавшийся до нефтяного кризиса 1973 года. Рост экономики в период экономического чуда составлял почти 10 % ежегодно, это были самые высокие темпы роста среди развитых стран того времени. Среди причин «чуда» — низкие налоги и интенсивное освоение японской наукой новых технологий, информация о которых до Второй мировой войны в Японию почти не поступала вследствие изоляционистской политики властей.
Стремительные темпы роста в кратчайшие сроки позволили Японии не только полностью восстановиться после поражения в войне, но и выйти на второе место по экономической мощи (номиналу), последовательно обойдя Францию, Италию, Канаду, Великобританию, ФРГ, СССР и уступая лишь США. Второй экономикой мира Япония числилась более 40 лет: с 1968 года, уступив Китаю лишь в 2010 году.
Отличительными чертами японской экономики в период «экономического чуда» были:
- объединение производителей, поставщиков ресурсов, сбытчиков продукции и банков в тесно связанные группы, называемые кэйрэцу;
- взаимовыгодные отношения предпринимателей с правительством;
- гарантия пожизненной занятости в больших корпорациях (см. также Японская культура управления);
- активное профсоюзное движение.

## «Золотые шестидесятые»
Период быстрого экономического роста между 1955 и 1961 проложил дорогу к т. н. «Золотым шестидесятым», вторая половина которых обычно ассоциируется с «японским экономическим чудом». К 1964 году в Японии наблюдался устойчивый экономический рост. Но в 1964 году всё изменилось, и темпы роста ВВП стали быстро снижаться.
В ответ на сложившуюся ситуацию правительство стало предотвращать рецессию. В 1965 году японский номинальный ВВП был оценен немногим более, чем в 91 млрд долл., через пятнадцать лет, в 1980 году, номинальный ВВП взлетел до рекордных 1,065 триллиона долл.

## Причины
- реформы
- американская оккупация
- дешевизна рабочей силы
- доверие банковской системе
- контроль над внешней торговлей
- ориентация на экспорт
- поддержка национального производителя
- политическая стабильность
- освоение японской наукой новых технологий

Востоковед Всеволод Овчинников отмечает:

После войны японцы убедили американцев, что они сами перестроят свою крайне милитаризованную экономику. Однако по существу она так и осталась госкапиталистической. Суть японского чуда — в удивительном взаимном доверии верховной власти и большого бизнеса… В Японии государство сообща с большим бизнесом вырабатывало экономическую стратегию. Они четко определяли приоритеты развития страны.
На первом этапе упор был сделан на развитии металлургии, судостроения, нефтехимии. Создали самую передовую в мире металлургию, стали выплавлять 100 млн тонн стали. Япония превратилась в первую судостроительную державу мира, строили танкеры водоизмещением 200—300 тысяч тонн. Чтобы у себя перерабатывать нефть, начали развивать нефтехимию.
На втором этапе приоритеты были отданы бытовой электротехнике и автомобилестроению. Надо было сломать сложившийся стереотип — до 1960-х годов японские товары были дешевыми, но некачественными. Ценой огромных усилий на своих транзисторах, на своих телевизорах, потом — автомобилях они убедили мир, что японское — значит качественное".

.

## Причина завершения
Доктор экономических наук Андрей Белоусов относит прекращение «чуда» к 1985 году, когда Япония подписала знаменитые Плаза-соглашения (по имени отеля, в котором они подписаны), в результате которых иена ревальвировалась (выросла) в 1,5 раза, а темп экономического роста в Японии упал с 8 % до 2 %. Япония находится три десятилетия в экономическом застое и постоянной дефляции, немаловажным фактором, приведшим экономику Японии к данной ситуации, является демография. Население Японии уменьшается из-за демографического кризиса и демографического старения Японии. Японская нация является самой престарелой и одной из самых быстро стареющих в мире. По состоянию на 1 октября 2021 года 29,1 % населения Японии было старше 65 лет. Причиной может быть относительно непродолжительный по времени послевоенный беби-бум в Японии и строгая иммиграционная политика. Потребление уменьшается из-за уменьшения населения, вызванного на фоне старения населения превышением смертности над рождаемостью и строгой иммиграционной политикой. Накопленные свободные (не вложенные в экономику) денежные активы у населения увеличиваются, но из-за дефляции цены на товары и услуги с каждым годом падают, что ещё больше снижает спрос и оттягивает момент покупки товаров населением.